# Tubifex
Tubifex là tên của một chi phân bố trên toàn thế giới của loài giun. Chúng sống ở trên lớp bùn của ao, hồ, kênh rạch. Hiên tại, chi này có ít nhất là 13 loài đã được xác định rõ ràng. Tuy nhiên, con số này lại không thể chắc chắn được do rất khó phân biệt.
Các loài thuộc chi này đều là loài lưỡng tính nên chúng có cơ quan sinh sản của con đực (tinh hoàn) và cơ quan sinh sản của con cái (buồng trứng) trong cùng một cơ thể. Tuy nhiên, hai cơ quan này hoàn thiện vào khoảng thời gian khác nhau nên chúng tránh được việc tự thụ tinh và tạo cơ hôi cho việc thụ tinh chéo. Cơ quan sẽ xuất hiện rõ ở phía dưới bụng khi chúng trưởng thành.
Hiện tại, có ít nhất là hai loài thuộc chi này được nuôi với mục đích thương mại nhằm làm thức ăn cho cá. Chúng có thể dễ dàng nuôi trong một cái thùng hay bể cá có một lớp bùn dày 5 đến 7,5 cm và đã được trộn với xác bã thực vật, vụn bánh mì và cám. Bên cạnh đó, phải có dòng chảy của nước nhẹ, liên tục. Sau 15 ngày thì chúng sẽ bắt đầu phát triển. Khi số lượng của chúng tăng lên làm thiếu oxi, chúng sẽ bắt đầu ngoi lên bề mặt bùn, khi ấy là lúc có thể thu hoạch.
Chúng được dùng làm thức ăn cho các loài cá nhiệt đới, cá nước ngọt.

## Phân loài
Hiện tại, các loài thuộc chi này là:
- Tubifex blanchardi (Vejdovský, 1891)
- Tubifex harmani Loden, 1979[2]
- Tubifex costatus (Claparède, 1863)
- Tubifex ignotus (Stolc, 1886)[3]
- Tubifex kryptus Bülow, 1957
- Tubifex longipenis (Brinkhurst, 1965)[3]
- Tubifex montanus Kowalewski, 1919
- Tubifex nerthus Michaelsen, 1908
- Tubifex newaensis (Michaelsen, 1903)[3]
- Tubifex newfei Pickavance & Cook, 1971[3]
- Tubifex pescei (Dumnicka 1981)
- Tubifex pomoricus Timm, 1978
- Tubifex pseudogaster (Dahl, 1960)[3]
- Tubifex smirnowi Lastockin, 1927
- Tubifex superiorensis Brinkhurst & Cook, 1971[2]
- Tubifex tubifex (O. F. Mueller, 1774)[3]